# 巌谷英一

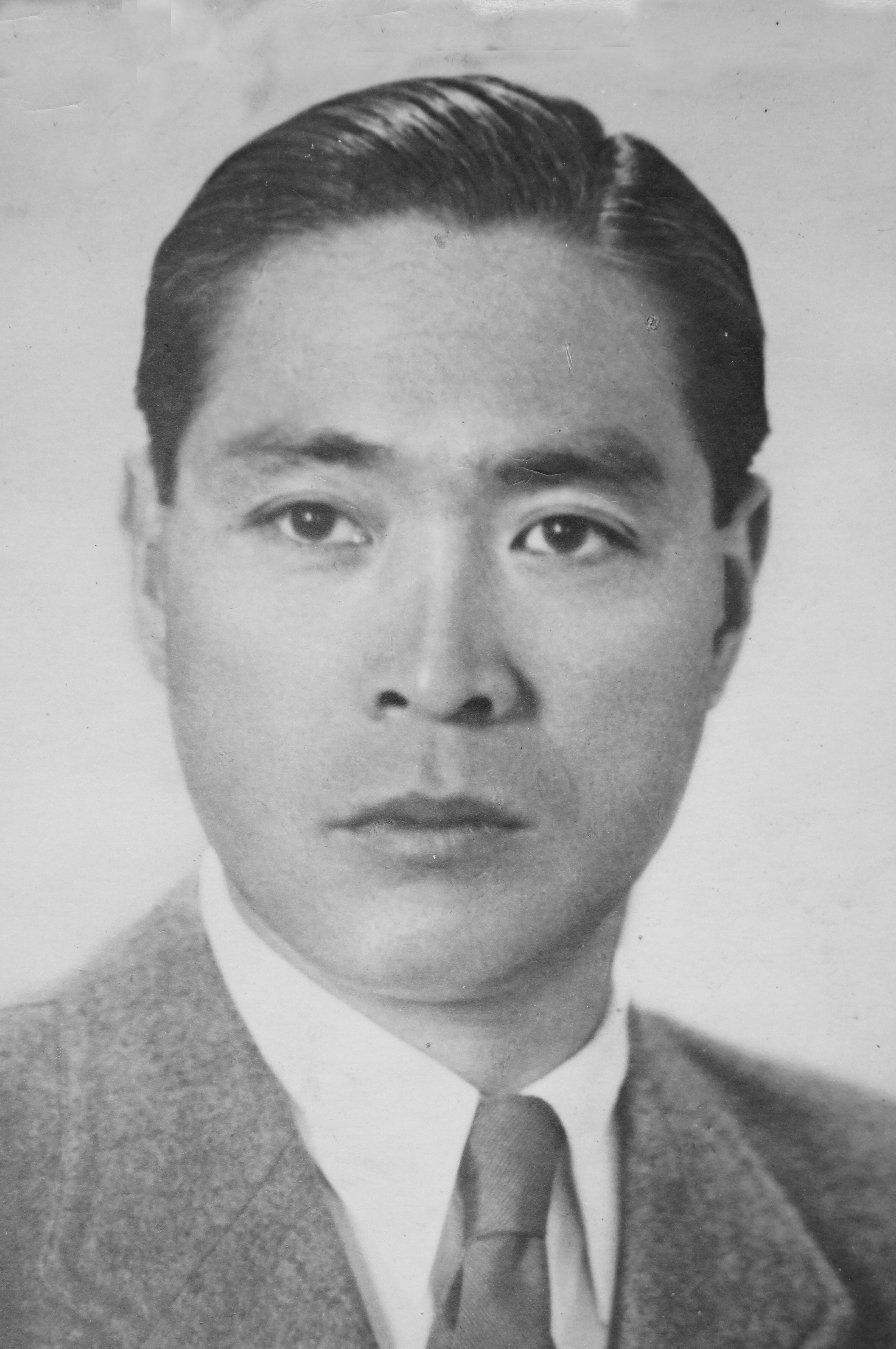

巌谷 英一（いわや えいいち 1903年10月10日 - 1959年7月8日）は、日本の海軍軍人。
1939年5月、日本郵船照国丸にて欧州へ向かう。ドイツ・ベルリンの駐独日本海軍武官室に勤務、航空機製造技術担当。滞独中、海軍技術中佐に進級。1944年、遣独潜水艦作戦によりドイツからジェットエンジン等の技術を日本に持ち帰った。

## 経歴
東京府出身。1929年（昭和4年）　東京帝国大学工学部船舶工学科を卒業。海軍造兵中尉任官、海軍航空本部の戦闘機担当官となる。局地戦闘機「雷電」の開発に関しては、海軍航空本部技術部に三菱重工業の堀越二郎を招き要請した。
遣独潜水艦作戦（第四次遣独艦。1943年12月にシンガポール出航）によりドイツから、ジェットエンジン・ロケットエンジン等の最新の軍事技術情報を日本に齎す。
伊号第二九潜水艦により、1944年（昭和19年）4月16日にロリアンを出航。7月14日にシンガポールに到着したのち、零式輸送機に乗り継ぎ、日本に帰国。ロケット戦闘機メッサーシュミット Me163及びジェット戦闘機メッサーシュミット Me262に関する資料を海軍航空本部に持ち帰った。それら資料は、のちに秋水・橘花の開発に活かされた。	
1959年7月8日に鎌倉市で没する。